# ハタプラザ
ハタプラザ（英語: Hata Plaza）は、日本に存在した娯楽施設である。簱興行が経営するチェーンであり、かつては東京都板橋区のハタ・スポーツプラザ、埼玉県さいたま市大宮区の大宮ハタプラザ（おおみやハタプラザ）、千葉県市川市の本八幡ハタボウル（もとやわたハタボウル）の3サイトが存在した。

## ハタ・スポーツプラザ
ハタ・スポーツプラザは、かつて存在した日本の複合娯楽施設である。東京都板橋区南町22番地に所在し、スポーツ主体の施設であった。1963年（昭和38年）12月に開館した、地上3階・地下1階の建物であった。
スイミングプール「セントラルスイミング」、100レーン（1フロア50レーン）のボウリングレーンを擁する「池袋ハタ・ボウリングセンター」、「ハタテニスランド・池袋」、オートテニス、ビリヤード、卓球、オート卓球、パターゴルフ、スカッシュ、ゲームセンター、ストラック9、ダーツ、レストランなどを備えていた。1977年から2010年まで当地でジャパンオープンボウリング選手権が開催されていた。
2011年（平成23年）4月10日、全館閉館した。閉館後も建物は一部使用されており、Google ストリートビューによれば、2017年（平成29年）12月時点では1階に「マルエツ」が営業していた。
2020年（令和2年）3月8日にマルエツも営業を終了し、解体工事が行われた。
跡地には無印良品が開業したほか、マルエツが再出店している。

## 大宮ハタプラザ
大宮ハタプラザ（おおみやはたぷらざ）は、かつて存在した日本の複合娯楽施設である。埼玉県さいたま市大宮区下町三丁目7番地に所在し、かつての大宮市中心部にあった製糸工場跡地の広大な敷地に立地した。「プラザ劇場」「ハタシネマ1」「ハタシネマ2」の3つの映画館、ボウリング場「ハタボウル」、「ハタ・クラシックカー博物館」、卓球場、ゲームセンターなどが入る2階建の施設と、隣接するゴルフ練習場の「ハタゴルフセンター」で構成されていた。
1970年（昭和45年）に開業して以来、旧大宮市と周辺市町住民の娯楽を提供してきた。特に映画館が3館あり、地元の青少年は「映画はハタプラザ」というのが一種のスタイルであった。しかし、2000年代に入ると旧大宮市内でも再開発が進み、櫛引町の「大宮サティ」やさいたま新都心の「コクーン新都心」にシネマコンプレックスが開業して打撃を受けた。大宮にはほかにも、大宮駅東口の南銀座通りにも映画館が4館あったが、同時期に廃業が相次いだ。
2006年（平成18年）6月18日、建物の老朽化を理由として廃業した。跡地には超高層マンション「グランドミッドタワーズ大宮」（全941戸、30階建ツインタワー）が建設され、2011年（平成23年）8月に竣工した。

### 映画館
- ハタプラザ
定員500人。主に洋画の大作・話題作を上映。日本劇場→日劇1（現：TOHOシネマズ日劇スクリーン1）系の作品が多かった。
最終作品：『ダ・ヴィンチ・コード』
- ハタシネマ1
定員280人。洋画を上映。終盤期には、主に日劇プラザ→日劇3（現：TOHOシネマズ日劇スクリーン3）系の作品を多く上映していた。
最終作品：『世界の中心で、愛をさけぶ』
- ハタシネマ2
定員280人。終盤期には主に丸の内ルーブル系の洋画をメインに上映していた。
最終作品：『GOAL!』

### ハタ・クラシックカー博物館
世界有数のクラシックカーのコレクションでおよそ100台の1910～1970年代の希少な車種が一堂に展示されていた。世界に一台のみ現存すると言われる'48年式のデラヘイ135Mやブガッティや子供向けの人力自動車等が展示されていた。また、スロットカーのコースが併設されており、さかつう製のシャーシや部品が販売されていた。2006年7月2日 に惜しまれつつ閉館した。

## 本八幡ハタボウル
本八幡ハタボウル（もとやわたハタボウル）は、かつてあった日本のボウリング場である。千葉県市川市八幡二丁目16番6号に所在する八幡ハタビル（やわたハタビル）の5階に位置していた。2019年6月閉館。

かつて同ビルに存在した映画館については、

### 八幡ハタビル
- 5階 : 本八幡ハタボウル(閉館)（28レーン）[8]
- 3-4階 : 手作り居酒屋甘太郎 本八幡店[9]、コート・ダジュール 本八幡駅前店[10]、ゲラゲラ 本八幡店[11]
- 2階 : 山内農場 本八幡北口駅前店[12]、笑笑 本八幡北口駅前店[13]、スシロー 本八幡北口店
- 1-地階 : 本八幡UNO（パチンコ&スロット）